# Ramón ten Hove
Ramón ten Hove (Spijkenisse, 3 maart 1998) is een Nederlands voetballer die als doelman speelt.

## Carrière
Ramón ten Hove speelde in de jeugd van VV Hekelingen, SBV Excelsior en Feyenoord. Bij Feyenoord is hij sinds 2016 reservekeeper. Hij zat voor het eerst bij de selectie van Feyenoord in de met 1-0 verloren uitwedstrijd tegen Go Ahead Eagles op 6 november 2016. In het seizoen 2019/20 wordt hij verhuurd aan FC Dordrecht, waar hij zijn debuut in het betaald voetbal maakte. Dit gebeurde op 9 augustus 2019, in de met 0-2 verloren thuiswedstrijd tegen NAC Breda. Hij speelde in de eerste seizoenshelft zeven wedstrijden voor Dordrecht, maar raakte al snel zijn basisplaats kwijt. In de winterstop werd hij teruggestuurd naar Feyenoord. Nadat zijn contract bij Feyenoord in 2021 afliep, sloot hij na een proefperiode aan bij het Deense Esbjerg fB.

### Clubstatistieken
| Seizoen                       | Club           | Competitie     | Competitie | Competitie | Beker | Beker | Internationaal | Internationaal | Overig | Overig | Totaal | Totaal |
| Seizoen                       | Club           | Competitie     | Wed.       | Dlp.       | Wed.  | Dlp.  | Wed.           | Dlp.           | Wed.   | Dlp.   | Wed.   | Dlp.   |
| ----------------------------- | -------------- | -------------- | ---------- | ---------- | ----- | ----- | -------------- | -------------- | ------ | ------ | ------ | ------ |
| 2016/17                       | Feyenoord      | Eredivisie     | 0          | 0          | 0     | 0     | 0              | 0              | 0      | 0      | 0      | 0      |
| 2017/18                       | Feyenoord      | Eredivisie     | 0          | 0          | 0     | 0     | 0              | 0              | 0      | 0      | 0      | 0      |
| 2018/19                       | Feyenoord      | Eredivisie     | 0          | 0          | 0     | 0     | 0              | 0              | 0      | 0      | 0      | 0      |
| 2019/20                       | → FC Dordrecht | Eerste divisie | 7          | 0          | 0     | 0     | –              | –              | –      | –      | 7      | 0      |
| 2019/20                       | Feyenoord      | Eredivisie     | 0          | 0          | 0     | 0     | –              | –              | 0      | 0      | 0      | 0      |
| 2020/21                       | Feyenoord      | Eredivisie     | 0          | 0          | 0     | 0     | 0              | 0              | 0      | 0      | 0      | 0      |
| 2021/22                       | Esbjerg fB     | 1. division    | 4          | 0          | 0     | 0     | –              | –              | –      | –      | 4      | 0      |
| Carrièretotaal                | Carrièretotaal | Carrièretotaal | 11         | 0          | 0     | 0     | 0              | 0              | 0      | 0      | 11     | 0      |
| Bijgewerkt op 1 december 2021 |                |                |            |            |       |       |                |                |        |        |        |        |

## Erelijst
| Competitie           | Aantal    | Jaren      |
| Feyenoord            | Feyenoord | Feyenoord  |
| -------------------- | --------- | ---------- |
| Johan Cruijff Schaal | 2x        | 2017, 2018 |
| Eredivisie           | 1x        | 2016/17    |
| KNVB beker           | 1x        | 2017/18    |